# Verbandsgemeinde Traben-Trarbach (1968–2014)
Die Verbandsgemeinde Traben-Trarbach war eine Gebietskörperschaft im Landkreis Bernkastel-Wittlich in Rheinland-Pfalz. Der Verbandsgemeinde gehörten die Stadt Traben-Trarbach sowie fünf weitere Ortsgemeinden an, der Verwaltungssitz war in der namensgebenden Stadt Traben-Trarbach. 2014 wurde sie mit der Verbandsgemeinde Kröv-Bausendorf zu einer neuen Verbandsgemeinde Traben-Trarbach zusammengelegt.

## Verbandsangehörige Gemeinden
| Ortsgemeinde, Stadt              | Fläche (km²) | Einwohner |
| -------------------------------- | ------------ | --------- |
| Burg (Mosel)                     | 3,37         | 400       |
| Enkirch                          | 25,43        | 1.516     |
| Irmenach                         | 16,38        | 684       |
| Lötzbeuren                       | 10,20        | 465       |
| Starkenburg                      | 1,52         | 232       |
| Traben-Trarbach, Stadt           | 31,35        | 5.818     |
| Verbandsgemeinde Traben-Trarbach | 88,25        | 9.115     |

(Einwohner am 30. Juni 2014)

## Geschichte
Die Verbandsgemeinde umfasste weitgehend Gemeinden, die insoweit eine historische Verbindung aufwiesen, als sie zur Hinteren Grafschaft Sponheim gehörten, ausgenommen nur Burg sowie der links des Kautenbachs gelegene Teil des Stadtteils Kautenbach (diese gehörten zu Kurtrier). Trarbach war bis zum Ende der alten Grafschaft deren Hauptort und zugleich Sitz des Oberamtes. Nachdem das Gebiet 1815 nach Preußen eingegliedert worden war, wurden die Orte im Bereich der Verbandsgemeinde verschiedenen Bürgermeistereien zugeordnet: Zur Bürgermeisterei Trarbach gehörten Traben, Trarbach, Enkirch, Burg und Starkenburg (Kreis Zell), Wolf gehörte zur Bürgermeisterei Kröv (Kreis Bernkastel), Irmenach, Beuren und Lötzbeuren zur Bürgermeisterei Sohren (Kreis Zell), Kautenbach zu den Gemeinden Fronhofen und Graach (Kreis Bernkastel). 1884 wurde die Bürgermeisterei Trarbach aufgelöst. Aus den Orten Enkirch, Burg und Starkenburg wurde die Bürgermeisterei Enkirch gebildet, Traben bildete eine eigene Bürgermeisterei, durch Personalunion mit der Stadt Trarbach gemeinsam verwaltet, bis im Jahr 1904 die Vereinigung zur Stadt Traben-Trarbach erfolgte.
Im Zuge der rheinland-pfälzischen Funktional- und Gebietsreform wurde 1968 ein Großteil der 1927 aus den Bürgermeistereien hervorgegangenen Ämter aufgelöst oder zusammengelegt und die neuen Verbandsgemeinden gebildet. Nachdem 1969 aus den Kreisen Bernkastel und Wittlich der neue Landkreis Bernkastel-Wittlich gebildet worden war, wurden am 7. Juni 1969 die beiden Gemeinden Kautenbach und Wolf aufgelöst und der Stadt Traben-Trarbach eingegliedert. Aus der Stadt Traben-Trarbach, den Gemeinden Burg, Enkirch und Starkenburg und den Gemeinden Irmenach, Beuren und Lötzbeuren wurde durch das „Achte Landesgesetz über die Verwaltungsvereinfachung im Lande Rheinland-Pfalz“ vom 28. Juli 1970 mit Wirkung vom 7. November 1970 die neue Verbandsgemeinde Traben-Trarbach gebildet. Insbesondere die drei letztgenannten Gemeinden hatten sich vehement für Traben-Trarbach ausgesprochen, nachdem bereits geplant war, sie mit der gesamten Verbandsgemeinde Büchenbeuren der Verbandsgemeinde Kirchberg zuzuordnen. Die Gemeinderäte von Irmenach und Beuren hatten dazu u. a. in einer Ratssitzung gedroht: „Wird den Wünschen der Gemeinden nicht entsprochen, so werden die Ratsmitglieder ihr Mandat und die Bürgermeister sowie die Beigeordneten ihr Amt zur Verfügung stellen. Nach unseren Feststellungen wird sich dann niemand von den Listennachfolgern bereitfinden, ein Mandat im Gemeinderat anzunehmen“.
Da Verbandsgemeinden im Rahmen der zweiten rheinland-pfälzischen Kommunal- und Verwaltungsreform vom 28. September 2010 nicht weniger als 12.000 Einwohner haben sollten, die Verbandsgemeinden Traben-Trarbach und Kröv-Bausendorf aber keine freiwillige Gebietsänderung vereinbart hatten, wurde eine Fusion per Landesgesetz verfügt.
Bevölkerungsentwicklung
Die Entwicklung der Einwohnerzahl bezogen auf das Gebiet der Verbandsgemeinde Traben-Trarbach zum Zeitpunkt ihrer Auflösung; die Werte von 1871 bis 1987 beruhen auf Volkszählungen:
| Jahr | Einwohner |
| 1815 | 5.980     |
| 1835 | 7.455     |
| 1871 | 7.659     |
| 1905 | 11.002    |
| 1939 | 10.141    |
| 1950 | 11.575    |

| Jahr | Einwohner |
| 1961 | 11.162    |
| 1970 | 10.467    |
| 1987 | 9.252     |
| 1997 | 9.691     |
| 2005 | 9.609     |
| 2014 | 9.115     |

## Politik

### Verbandsgemeinderat
Der Verbandsgemeinderat Traben-Trarbach bestand aus 24 ehrenamtlichen Ratsmitgliedern, die zuletzt bei der Kommunalwahl am 7. Juni 2009 in einer personalisierten Verhältniswahl gewählt wurden, und dem hauptamtlichen Bürgermeister als Vorsitzendem.
Die Sitzverteilung im Verbandsgemeinderat:
| Wahl | SPD | CDU | FDP | FWG | Gesamt   |
| ---- | --- | --- | --- | --- | -------- |
| 2009 | 9   | 10  | 2   | 3   | 24 Sitze |
| 2004 | 8   | 11  | 2   | 3   | 24 Sitze |

### Wappen
Die Wappenbeschreibung lautet: „Schild golden bordiert, geteilt durch einen roten Schrägbalken, oben blau-silberne Rauten, belegt mit einem rotgezungten und -bewehrten Löwen, der in einer Pranke einen silbernen Schild, darin ein rotes Balkenkreuz, hält; unten in vier Reihen rot-silbern geschacht.“
Das Wappen verdeutlicht die historisch wichtigeren Landesherren der Ortsgemeinden: Der untere Teil verweist auf die Hintere Grafschaft Sponheim, die blau-silbernen Rauten und der Löwe auf die Pfalzgrafen, die als Gemeinsherren wesentlichen Einfluss auf die Geschicke der Grafschaft hatten; das rote Kreuz auf silbernem Grund steht für das Kurfürstentum Trier, zu dem Burg und der größere Teil von Kautenbach gehörte, das aber besonders auch in Lötzbeuren etliche Rechte ausübte. Das Wappen der Verbandsgemeinde wurde am 11. August 1981 durch die Bezirksregierung Trier verliehen. Wappenentwurf: A. Friderichs, Zell/Mosel.